# 加查獐牙菜
加查獐牙菜（学名：Swertia gyacaensis）为龙胆科獐牙菜属下的一个种。

## 扩展阅读
- 維基物種上的相關：加查獐牙菜